# NGC 6296
NGC 6296 este o galaxie situată în constelația Ophiuchus. A fost descoperită în 17 iunie 1863 de către Albert Marth. Se află la o distanță de 98,13 de megaparseci de Pământ.